# Medveđica
Medveđica (en serbe cyrillique : Медвеђица) est un village de Serbie situé dans la municipalité de Žagubica, district de Braničevo. Au recensement de 2011, il comptait 33 habitants.

## Démographie
| 1948 | 1953 | 1961 | 1971 | 1981 | 1991 | 2002 | 2011 |
| ---- | ---- | ---- | ---- | ---- | ---- | ---- | ---- |
| 173  | 179  | 164  | 151  | 132  | 62   | 44   | 33   |

|  |